# Chiesa di San Zeno Vescovo (Fumane)
La chiesa di San Zeno Vescovo,  detta anche chiesa di San Zenone, è la parrocchiale di Fumane, in provincia e diocesi di Verona; fa parte del vicariato della Valpolicella.

## Storia

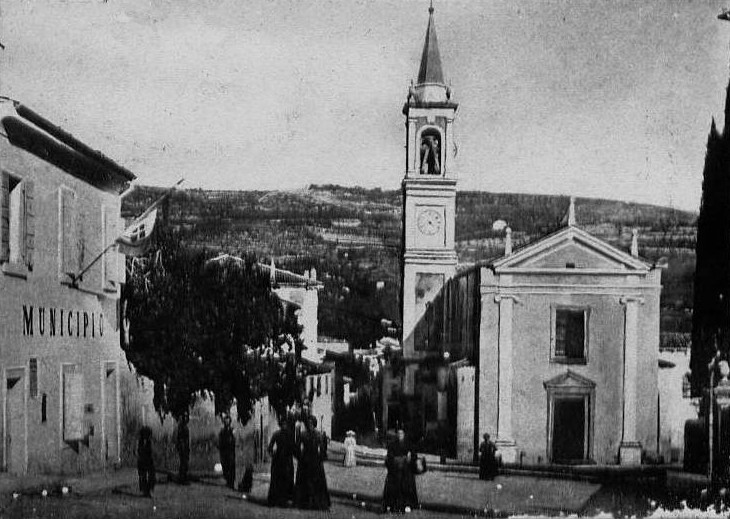
Una vecchia fotografia della chiesa

La primitiva cappella di Fumane risultava esistente già nel XIV secolo; tale chiesetta era filiale della pieve di San Floriano.
Nel 1436 la chiesa fumanese venne sottratta dalla giurisdizione della pieve di San Floriano ed eretta a parrocchiale con decreto del vescovo di Verona Guido Memo.
La chiesa fu riedificata tra il 1438 e il 1442; questo nuovo edificio, a navata unica con copertura a capriate, era lungo sessantadue piedi e largo quaranta, mentre il coro era lungo venticinque e largo ventitré.

Tra il 1684 e il 1686 la struttura subì alcune modifiche, come l'apertura di due cappelle laterali accanto al presbiterio e all'innalzamento della navata.
La prima pietra dell'attuale parrocchiale venne posta neo 1748; la nuova chiesa, il cui progetto fu affidato Girolamo Dal Pozzo anche grazie alle raccomandazioni della famiglia Della Torre, venne portata a compimento nel 1760. La consacrazione fu impartita il 14 ottobre 1882.

## Descrizione

### Facciata
La facciata della chiesa guarda a ponente ed è in stile barocco; presenta il portale neoclassico, ai lati del quale vi sono due colonne di ordine ionico sorreggenti il piccolo timpano curvilineo spezzato, caratterizzato da due piccole statuette, sopra il quale vi sono una targa con la scritta AMEN ALLELUIA e una finestra rettangolare la cui vetrata raffigura la basilica di San Zeno di Verona.
Ai lati ci sono due paraste, anch'esse di ordine ionico, abbellite da quattro medaglioni ritraenti i simboli dei Quattro Evangelisti e sopra le quali vi è la trabeazione, recante la scritta IN HONOREM S. ZENONIS EP. M.. A coronare la facciata è il timpano triangolare, all'interno del quale vi è un affresco raffigurante la Beata Vergine Maria con il Bambino e ai lati del quale sono presenti due statue; sul suo colmo c'è una terza statua, il cui soggetto è Cristo Benedicente.

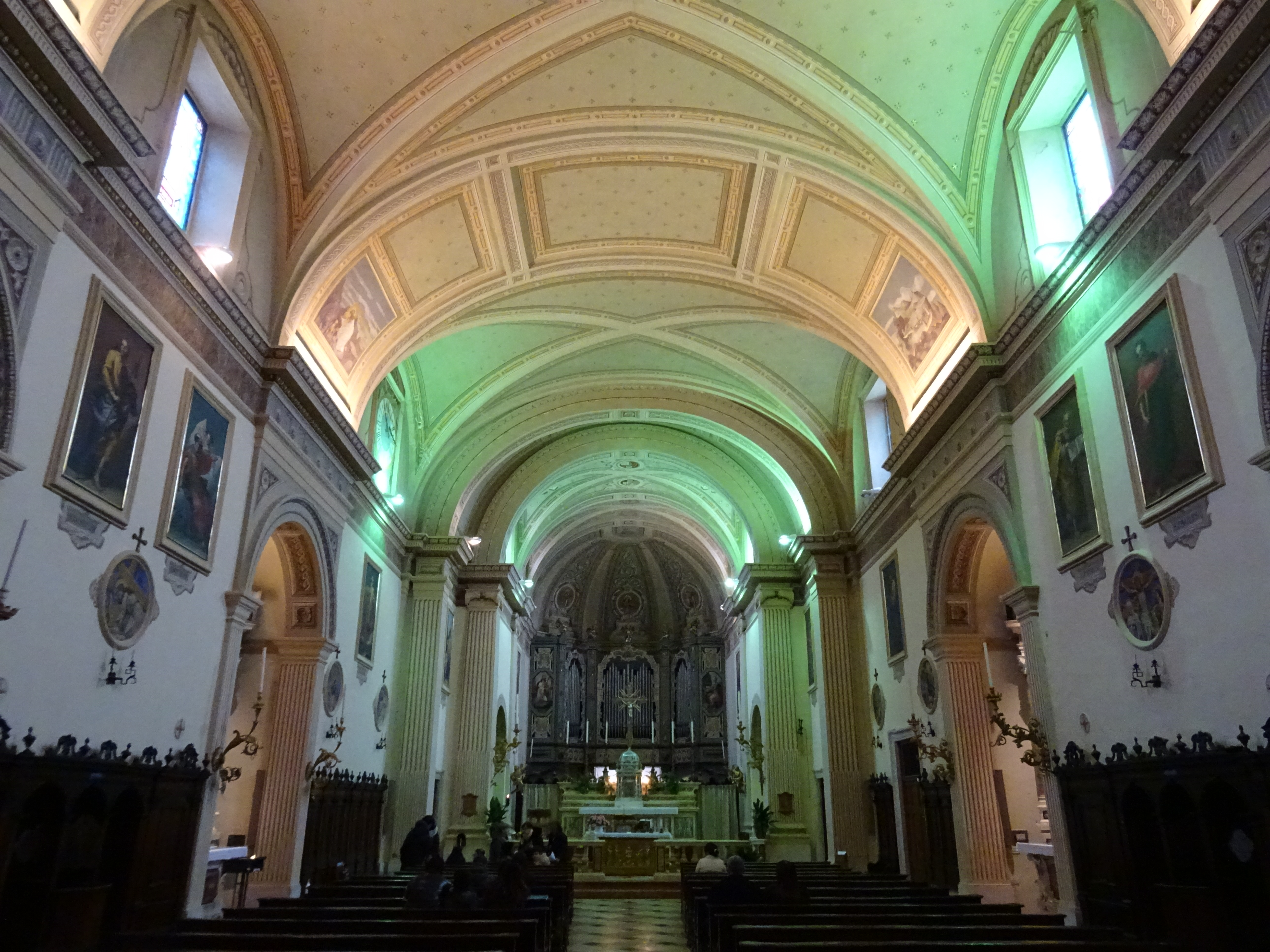
Interno

### Interno
L'interno della chiesa si compone di un'unica navata, sulla quale si aprono quattro piccole cappellette laterali, divisa in cinque campate da costoni laterali ed è coperta alternativamente da volte a botte e da volte a crociera; a concludere l'aula vi è il presbiterio, rialzato di due gradini e essere intatto da una balaustra e a sua volta chiuso dall'abside a tre lati.
Opere di pregio qui conservate sono il fonte battesimale, risalente al 1442, la pala con soggetto Santa Caterina d'Alessandria in gloria, eseguita da Antonio Balestra, e la tele ritraenti i Dodici Apostoli.